# 제당소

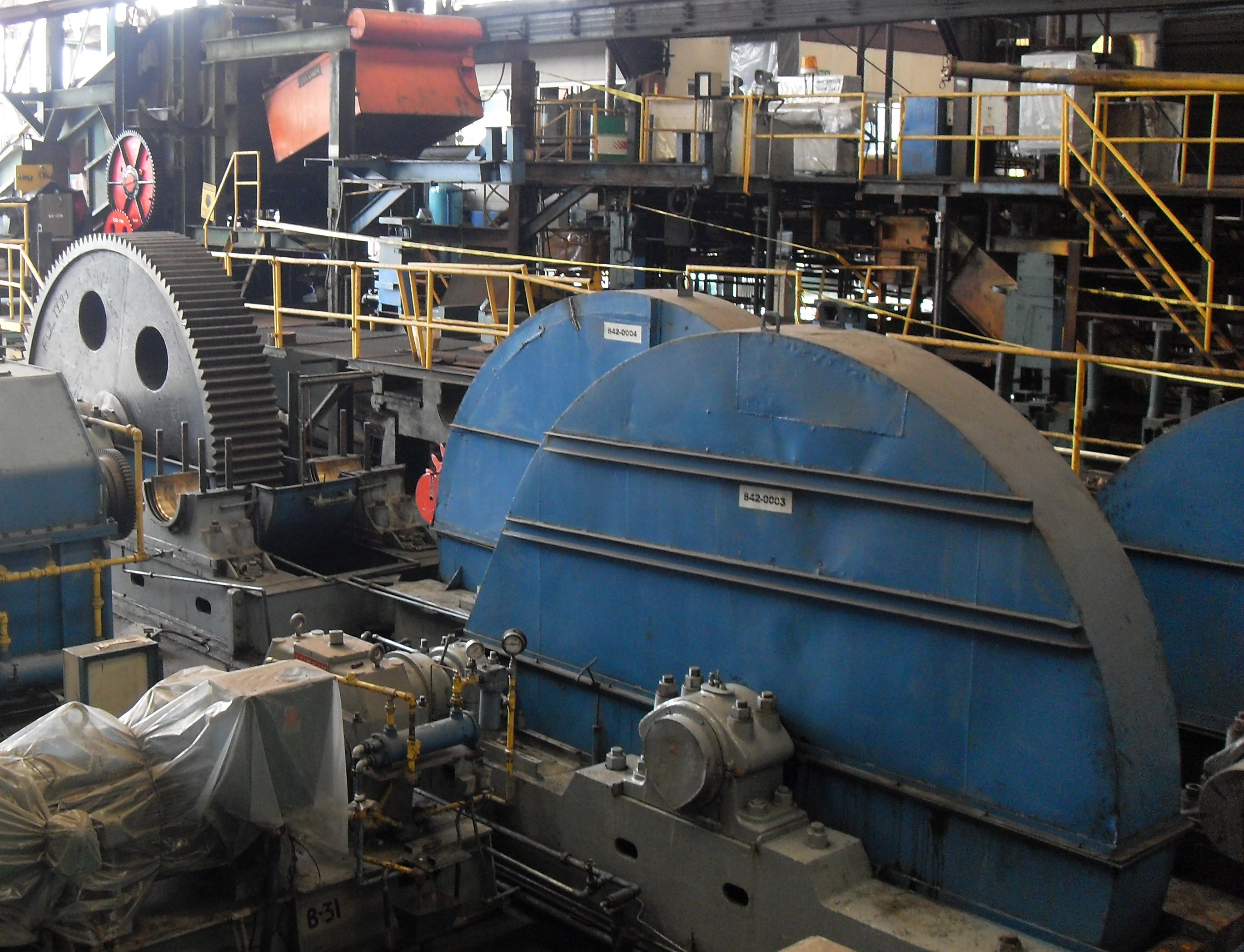

제당소(製糖所, sugar mill)는 사탕수수나 사탕무 따위의 연료를 가공해 황설탕을 만드는 제조소다. 황설탕을 백설탕으로 정제하는 곳을 설탕정제소(sugar refinery)라고 하는데, 대개 제당소가 정제소를 겸한다.
제당소는 중세 이슬람 세계, 오늘날의 아프가니스탄, 파키스탄, 이란 일대에서 처음 만들어졌다. 최초의 제당소들은 물레방아로 사탕수수를 찧어 사탕즙을 얻었고, 이후 9세기에서 10세기 사이부터 풍차를 이용하기 시작했다. 이후 13세기-14세기 인도 아대륙에 제당소들이 늘어나면서 설탕 생산량이 크게 늘어났다.